# Бомбей Хай

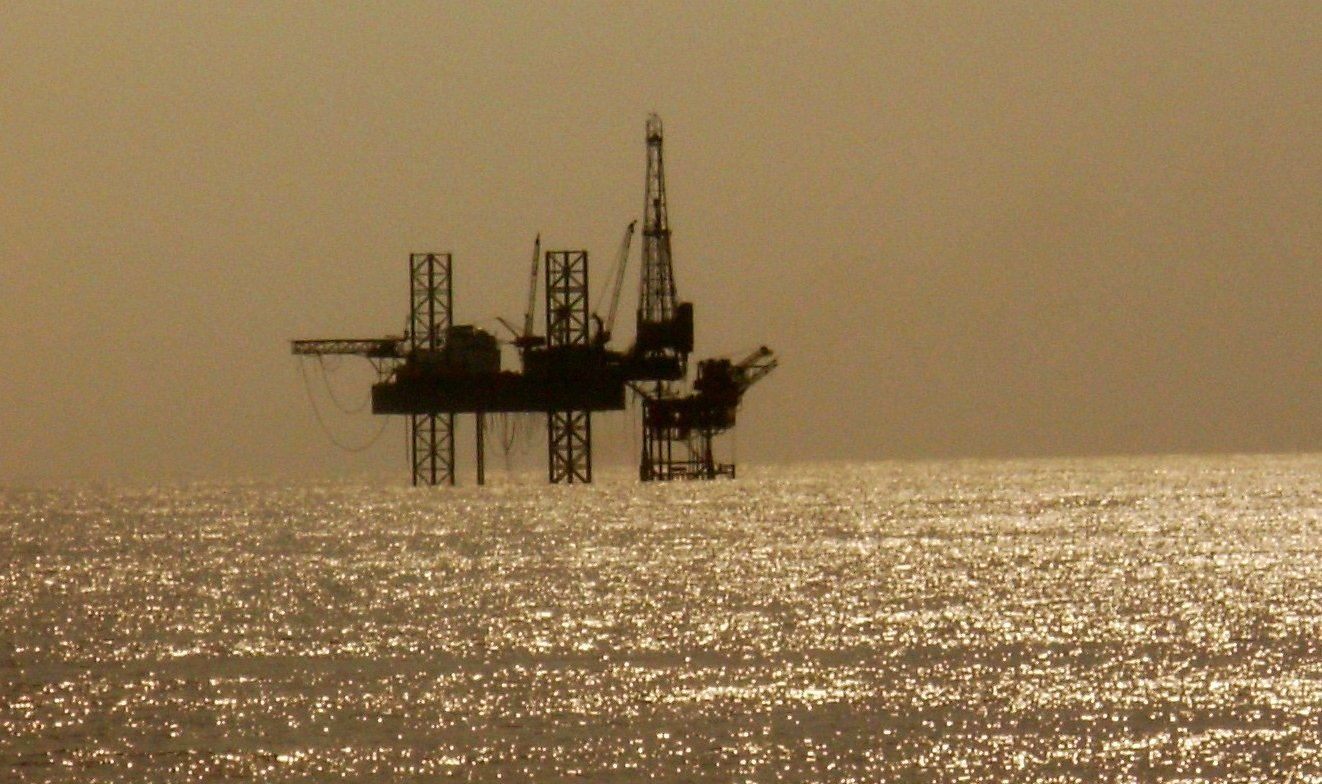

Бомбей Хай или Мумбаи Хай (англ. Bombay High, Mumbai High) — нефтяное месторождение в Индии. Месторождение расположено в Аравийском море. Открыто в 1965 году. Разработка началась в 1974 году.
Начальные запасы нефти составляют 6,1 млрд баррелей или 832 млн тонн.
Оператором месторождении является индийская нефтяная компания Oil and Natural Gas Corporation (ONGC). Добыча нефти в 2009 году составила 17,3 млн тонн.